# Thaumastopeus borneensis
Thaumastopeus borneensis är en skalbaggsart som beskrevs av Moser 1909. Thaumastopeus borneensis ingår i släktet Thaumastopeus och familjen Cetoniidae. Inga underarter finns listade i Catalogue of Life.